# Ант-Мен и Осата
„Ант-Мен и Осата“ (на английски: Ant-man and the Wasp) е американско фентъзи филм от 2018 г. за едноименните персонажи на Марвел Комикс. Режисьорът е Пейтън Рийд, а сценарият е на Андрю Барър, Гейбриел Ферари и
Пол Ръд. Това е 20-ият филм в киновселената на Марвел и е продължение на филма от 2015 г. – Ант-Мен. Премиерата в САЩ е на 6 юли 2018 г. Филмът си има продължение - „Ант-Мен и Осата: Квантомания“ (2023).

## Резюме
След събитията в „Капитан Америка: Войната на героите“, Скот Ланг се бори с последствията от изборите си като супергерой и баща. Докато се опитва да вкара живота си в равновесие, получава спешна мисия от Хоуп ван Дайн и д-р Ханк Пим. Скот отново трябва да облече костюма на Ант-Мен и да се научи да се бие редом с Осата и да работят заедно, за да разкрият тайни от миналото им.

## Актьорски състав
| Актьор             | Роля                  |
| ------------------ | --------------------- |
| Пол Ръд            | Скот Ланг / Ант-Мен   |
| Еванджелин Лили    | Хоуп ван Дайн / Осата |
| Майкъл Дъглас      | Ханк Пим              |
| Мишел Пфайфър      | Джанет ван Дайн       |
| Хана Джон Кеймън   | Ева Стар / Призрак    |
| Лорънс Фишбърн     | Бил Фостър            |
| Майкъл Пеня        | Луис                  |
| T.I.               | Дейв                  |
| Дейвид Дастмалчиан | Кърт                  |
| Аби Райдър Фортсън | Каси Ланг             |
| Джуди Гриър        | Маги Ланг             |
| Боби Канавал       | Джим Пакстън          |
| Уолтън Гогинс      | Сони Бърч             |
| Рандъл Парк        | Джими Ву              |
| Стан Лий           | Шофьор                |